# Цензовое командование
Цензовое командование — обязательное пребывание в командной и строевой должности (служебный ценз) для получения продвижения по службе, сухопутной и морской.

## История
В России, имперского периода, существовал служебный ценз или стаж (сроки службы для занятия высшей должности), то есть требование к военнослужащему о его состоянии на военной службе, в определенных должностях, определенное число лет, для занятия высшей должности. Например Михаил Васильевич Алексеев прослужил непрерывно свыше 10 лет, выполнив цензовое командование батальоном.

### Сухопутный ценз
В Русской Императорской армии для получения должности в Генеральном штабе кандидатам в генштабисты по окончании Академии Генерального штаба нужно было откомандовать ротой один год. Для получения назначения на должность командира полка необходимо было пройти четырёхмесячное цензовое командование батальоном.

### Морской ценз
Морской ценз — совокупность условий, требуемых от офицеров флота России для производства в чины и назначения на строевые должности. Он определялся продолжительностью времени, проведенного флотским офицером на корабле, как условие для дальнейшего движения по службе, исчисляется морскими кампаниями или месяцами и днями, по правилам, установленным для этого специальным законом России.